# Georg Friedrich Saalborn
Georg Friedrich Saalborn (* 25. Dezember 1924 in Cranzahl; † 1. Juli 1997 in Halle/Saale) war ein deutscher Formgestalter und Hochschullehrer.

## Familiäres
Saalborn war der Sohn des Verwaltungssekretärs und Stadtinspektors Ernst Georg Saalborn (1899–1969) und dessen Ehefrau Lore Johanna Olga, geb. Schreiner (1899–1947). Er war ab 1948 mit Ruth, geb. Uhlig (1923–2002), verheiratet und hatte mit ihr die Tochter Annelie (1952–1968).

## Leben und Werk
Saalborn besuchte bis zum Abitur 1943 das Gymnasium in Zschopau. Danach wurde er zur Wehrmacht eingezogen und nahm am Zweiten Weltkrieg teil. Nach der Entlassung aus der Kriegsgefangenschaft absolvierte er von 1945 bis 1947 in Zwickau in den Werkstätten des Kunstgewerbe-Werbedienstes WEDI eine Lehre als Gebrauchswerber. Er war dann vorübergehend deren künstlerischer Leiter. Der Betrieb fertigte und bemalte nach seinen Vorgaben Weihnachtsleuchter, Engel und Krippen aus Sperrholz, und Saalborn entwarf auch Motive für die Gestaltung von Kunstledertaschen, Kleidern und Holztellern.
Von 1947 bis 1952 studierte Saalborn bei Rudi Högner an der Hochschule für Bildende Künste Dresden Industrielle Formgestaltung. In der ersten Zeit sicherte seine Ehefrau den Lebensunterhalt. Später arbeitete Saalborn neben dem Studium als Kunsterzieher an der Grundschule in Hennersdorf.
Nach dem Studium war Saalborn in Lengenfeld Künstlerischer Leiter und Leiter des Zentralen Musterbüros der VVB Baumwoll- und Leinenwebereien Neugersdorf bzw. ab 1954 VVB Baumwolle Karl-Marx-Stadt. Von 1960 bis 1965 leitete er das Sachgebiet Raumtextilien, Tapeten und Folien und ab 1961 auch die Abteilung Konsumgüter, Produktionsmittel, Verkehrsmittel und Kunsthandwerk des Instituts für angewandte Kunst bzw. des Zentralinstituts für Gestaltung in Berlin.
1965 wurde er nach Kuba delegiert, wo er bis 1968 die Hochschule für industrielle Formgestaltung in Havanna-Siboney aufbaute und leitete. Von 1968 bis 1971 war Saalborn Leiter der Abteilung Flächengestaltung der Hochschule für industrielle Formgestaltung Halle – Burg Giebichenstein. Ab 1969 hatte er eine Professur und war er Direktor der Sektion III der Hochschule. Von 1972 bis 1974 war er wieder In Kuba und dort Dozent am Lehrstuhl für Flächengestaltung an der Nationalen Kunsthochschule in Havanna-Cubanacán.
Von 1969 bis 1971 und ab 1974 hatte Saalborn auch Lehraufträge an der Technischen Hochschule Karl-Marx-Stadt. Ab 1980 war er Chefgestalter für Tapete des VEB Kombinat Verpackung. Von 1975 bis zur Emeritierung 1989 hatte Saalborn eine Ordentliche Professur an der Burg und leitete er den Fachbereich Flächengestaltung. 
Saalborn war bis 1990 Mitglied des Verbands Bildender Künstler der DDR.
Nach seiner Emeritierung widmete Saalborn sich, vorwiegend in Jöhstadt, der erzgebirgischen Volkskunst sowie deren Farb- und Formgestaltung. Dabei entwickelte er historische Stücke aus seiner eigenen Sammlung weiter, die er ab 1980 restauriert hatte. Er gestaltete u. a. Hängeleuchter, Lichterfiguren, Pyramiden und Miniaturen. Bekannt wurden z. B. seine ab 1991 entworfenen Engelsfiguren, die zu ganzen Engelkapellen zusammengestellt werden oder als Pyramidenfiguren Verwendung finden können. 
Zudem betätigte Saalborn sich als Grafiker und Zeichner.

## Ehrungen
- 1961: Goldmedaille für hervorragende Formgebung (im Kollektiv mit dem Entwerfer-Kollektiv des Zentralen Musterbüros)
- 1974: Verdienstdiplom des Nationalen Kulturrats der Republik Kuba
- 1976: Vaterländischer Verdienstorden in Bronze

## Museen und öffentliche Sammlungen mit Werken Saalborns (unvollständig)
- Annaberg-Buchholz: Adam-Ries-Museum
- Scharfenstein: Weihnachts- und Spielzeugmuseum auf Burg Scharfenstein

## Beispiel für publizierte Fachaufsätze Saalborns
- Die Gestaltung von bedruckten Textilien für die industrielle Produktion. In: Form + Zweck, Jahrbuch 1960, S. 91–102[1]

## Weblink
- Sächsische Biografie beim Institut für Sächsische Geschichte und Volkskunde: 16614_Friedrich_Saalborn_(1924-1997).pdf